# جريد بايليس
جريد بايليس (بالإنجليزية: Jerryd Bayless)‏ مواليد 20 أغسطس 1988، هو لاعب كرة سلة أمريكي يلعب مع فريق ميلووكي باكز في الرابطة الوطنية لكرة السلة ويحمل الرقم 19. يبلغ طوله 6 قدم 3 بوصة (1.9 م).

## فرق لعب لها
- بورتلاند ترايل بلايزرز
- نيو أورلينز بيليكانز
- تورونتو رابتورز
- ميمفيس غريزليس
- بوسطن سيلتكس
- ميلووكي باكز

## روابط خارجية
- جريد بايليس على موقع الاتحاد الدولي لكرة السلة (الإنجليزية)
- جريد بايليس على موقع إن بي أي (الإنجليزية)
- جريد بايليس على موقع سبورتس رفرنس (الإنجليزية)
- جريد بايليس على موقع كرة السلة الأوروبية.كوم (الإنجليزية)
- جريد بايليس على موقع إي إس بي إن.كوم (الإنجليزية)
- جريد بايليس على موقع كلية كرة السلة في سبورتس رفرنس.كوم (الإنجليزية)
- جريد بايليس على موقع ريلجم (الإنجليزية)
- جريد بايليس على موقع بروبوليرز (الإنجليزية)